# Piața Alexandru Mocioni din Timișoara
Piața Alexandru Mocioni este o piață situată în zona Odobescu din Timișoara în Situl urban istoric „Vechiul Cartier Iosefin”, cod TM-II-s-B-06098.
Aceasta poartă numele politicianului Alexandru Mocioni (1841–1909). Piața este dominată de Biserica „Nașterea Maicii Domnului”, o biserică ortodoxă terminată în 1936.

## Istoric
Până în anul 1868 terenul pe care s-a definit piața era inclus în zona esplanadei cetății bastionare, numita glacis, care reprezenta o fâșie de teren lată de aproape 1 km cu interdicție de construcție. În anul 1868 se decide reducerea esplanadei la 569 m, aproape jumătate din lățimea inițială, decizie ce permite cartierelor istorice exterioare (Iosefin, Elisabetin și Fabric) să se apropie de cetate. Anterior acestui an, pe terenul viitoarei piețe existaseră exclusiv construcții cu caracter temporar și rol de producție, respectiv gaterul cu acționare cu aburi și depozitul de lemne al familiei von Gotthilf.

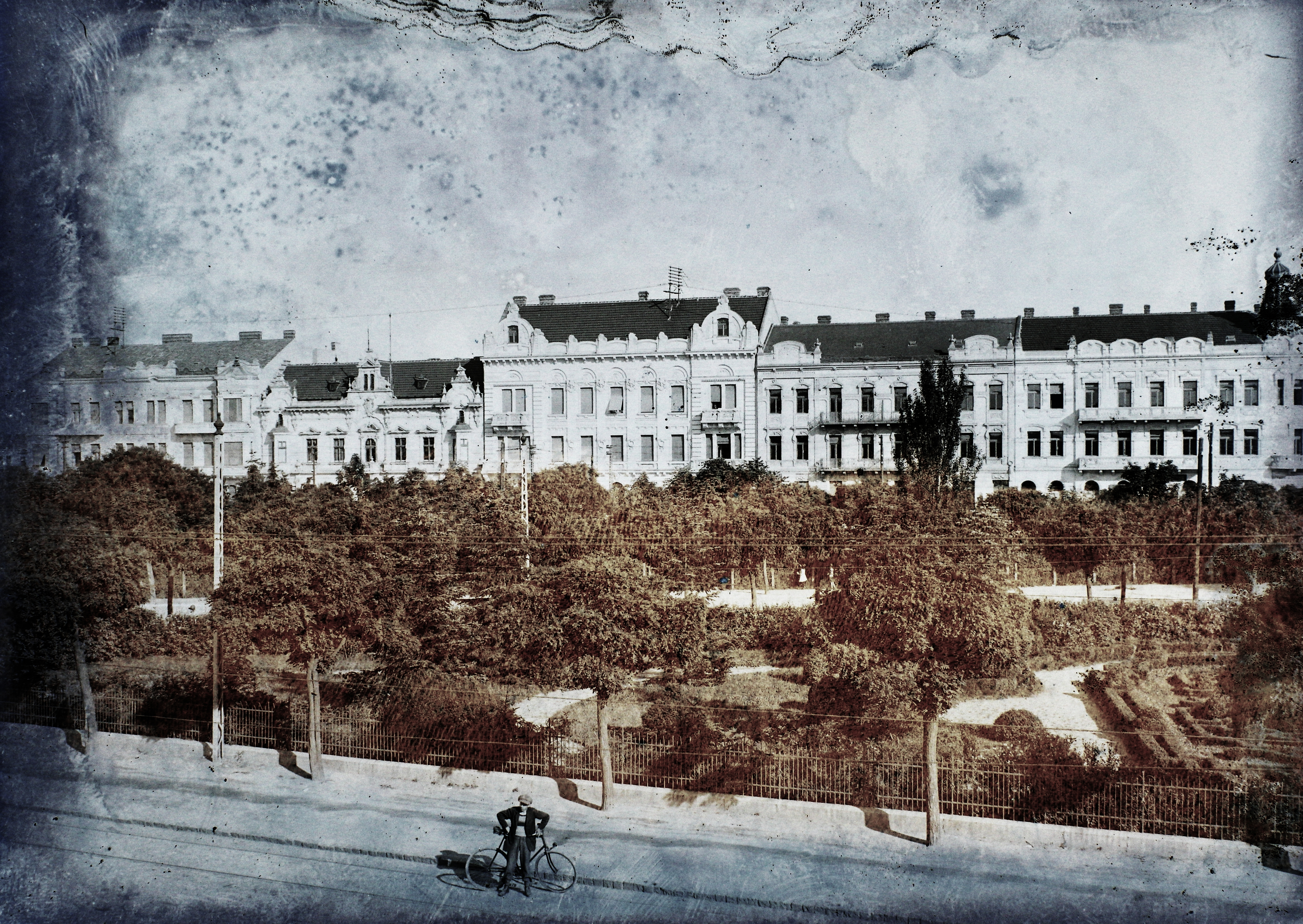
Piața Küttel în 1910

Planurile urbanistice realizate la finalul secolului al XIX-lea vor defini caracterul structurii stradale în această zonă, prin continuarea tramei rectangulare inițiale a nucleului istoric al cartierului Iosefin. Spațiul inițial al pieței a fost definit drept un spațiu rectangular similar piețelor din celelalte zone istorice ale orașului, bazate pe structura stradală ortogonală, cu loturi dreptunghiulare de dimensiune similară orientate cu latura scurtă către piață. Din punct de vedere teritorial însă, bulevardul 16 decembrie 1989 (denumit anterior 6 Martie și Hunyadi) a constituit întotdeauna granița între cartierele Iosefin și Elisabetin. Piața Alexandru Mocioni este segmentată de bulevard în două părți distincte, de formă și suprafață inegale. Aceste două părți, din punct de vedere administrativ, au fost dintotdeauna separate ca apartenență și au avut inclusiv denumiri diferite. Fragmentul de nord-vest, aparținând din punct de vedere administrativ cartierului Iosefin și având o formă triunghiulară, a fost denumit inițial Piața Küttel, după numele primarului timișorean Karl Küttel, iar ulterior Piața Sinaia. Concomitent, fragmentul de sud-est, având formă trapezoidală și fiind organizat inițial ca parc urban, aparținea administrativ cartierului Elisabetin și s-a numit inițial Piața Josif, iar ulterior Asănești.
Spațiul construit aferent Pieței Küttel se dezvoltă în timp înainte de restul pieței. În anul 1894, municipalitatea devine proprietar pe terenul fostei esplanade, însă încearcă fără succes să găsească cumpărători pentru noile parcele propuse spre vânzare. Ca soluție la lipsa de atractivitate a zonei propuse spre dezvoltare, municipalitatea decide să realizeze prin fonduri proprii un imobil în cadrul pieței, unind două parcele pe latura de vest a pieței pentru a construi între anii 1896–1897 Palatul Fondului de Pensii al Municipiului, un palat monumental ce funcționa ca o casă de raport. Acțiunea își atinge pe deplin scopul, astfel încât până la sfârșitul anului 1896 sunt vândute cinci parcele din vecinătatea palatului, iar după anul 1901 s-a ocupat cu clădiri și frontul de sud al pieței, aparținând cartierului Elisabetin.
Construirea în anul 1921 a Bisericii Ortodoxe Române pe suprafața fostului parc din fragmentul pieței aparținând cartierului Elisabetin, cât și separația fizică determinată de bulevardul 16 decembrie 1989 conduc la îngreunarea perceperii ansamblul urbanistic al pieței ca un întreg, așa cum a fost aceasta inițial definită.